# Рондо соль мажор (Бетховен)
Рондо соль мажор, опус 129 ― произведение для фортепиано Людвига ван Бетховена. Пьеса наиболее известна под названием «Ярость по поводу утерянного гроша» (нем. Die Wut über den verlorenen Groschen), которое приписывается другу композитора Антону Шиндлеру.

## Музыка
Композиция датируется периодом между 1795 и 1798 годами. Бетховен оставил произведение незавершённым; оно было впервые опубликовано в 1828 году Антоном Диабелли, который скрыл тот факт, что пьеса не закончена. Примерная продолжительность произведения составляет 5-6 минут; темп ― Allegro vivace ( = 132—160).
Авторский заголовок произведения написан на итальянском ― Rondo alla ingharese quasi un capriccio. Слово ingharese представляет особый интерес, поскольку его в итальянском языке не существует. Вероятнее всего, Бетховен объединил словосочетания alla zingarese (в цыганском стиле) и all’ungherese (в венгерском стиле).
Роберт Шуман писал о произведении, что «трудно было бы найти что-нибудь веселее этой пьесы».

## Авторская обработка Вячеслава Улановского
Композитор Вячеслав Улановский сделал авторскую обработку этого опуса для ударных и оркестра.